# Cédric Uras
Pour les articles homonymes, voir Uras (homonymie).
Cédric Uras est un ancien footballeur professionnel français, né le 29 novembre 1977 à  Lyon. Il évoluait au poste de défenseur central ou latéral droit. Il s'est reconverti en tant que préparateur physique, au sein du staff professionnel de son club formateur, l'Olympique lyonnais.

## Biographie
Cédric Uras est formé à l'Olympique Lyonnais et dispute son 1er match en Ligue  1 le 7 août 1997 avec Lyon, à Rennes, en entrant en jeu à la 85e minute de jeu, remplaçant Christophe Cocard. Il dispute ensuite 20 matchs, dont 12 comme titulaire. Après deux saisons où il ne joue que par intermittence, Uras signe pour le Toulouse Football Club en 2000.
Il ne porte les couleurs toulousaines qu'une saison, ponctuée par une double descente : sportive en Division 2 puis administrative en National.
Il rejoint alors son entraîneur Robert Nouzaret, parti au SC Bastia, avec Fabien Audard, Nicolas Dieuze, Fabrice Jau et Reynald Pedros. Il n'est pas régulièrement titulaire au cours de cette saison 2001-2002 mais joue tout de même la finale de la Coupe de France. Il reste trois saisons de plus en Corse, n'étant réellement performant que lors de l'exercice 2002-2003 sous les ordres de Gérard Gili. En 2004-2005, il connaît une nouvelle descente en Ligue  2 alors qu'il est en train de perdre sa place dans l'équipe type devant l'éclosion d'Alexandre Song puis l'arrivée de Christian Karembeu.
Il signe alors à Clermont, club tout juste repêché en Ligue  2 malgré sa 18e place, profitant de la liquidation judiciaire de l'ASOA Valence. Une nouvelle fois, il n'est titulaire que pour la moitié des matchs de son équipe, qui descend d'ailleurs en National.
Cédric Uras quitte alors la France pour le club écossais de Falkirk, où il ne joue que 9 matchs en championnat, puis rejoint le Litex Lovetch (un club habitué des joueurs français) en Bulgarie où il ne joue que 17 parties en championnat.
Il rentre alors en France à la recherche d'un club de Ligue  2. Il fait notamment un essai à Guingamp, mais signe finalement jusqu'à la fin de la saison 2008-2009 avec l'AC Ajaccio, équipe alors confrontée à de nombreuses blessures.
En 2010 il rejoint le FC Gueugnon, club qui évolue en National. Mais le club est liquidé en avril 2011 et rétrogradé au niveau régional.
En 2011, Cédric Uras retrouve sa région natale en s'engageant avec le FC Vaulx-en-Velin, club de la banlieue lyonnaise. Avec cette équipe, il est sacré champion de Division Honneur de la région Rhône-Alpes en 2012, obtenant ainsi une promotion en CFA2.
Après avoir arrêté sa carrière de joueur, Cédric Uras devient entraîneur adjoint au sein du FC Vaulx-en-Velin, puis il retourne à l'Olympique lyonnais, comme préparateur physique des U19 féminins, puis comme préparateur physique de l'équipe masculine de ligue 1 à partir de juillet 2018.

## Carrière de joueur
- 1996-2000 :  Olympique lyonnais (50 matchs en D1, 10 matchs en C3)
- 2000-2001 :  Toulouse FC (30 matchs en D1)
- 2001-2005 :  SC Bastia (103 matchs, 1 but en D1)
- 2005-2006 :  Clermont Foot (20 matchs en D2)
- 2006-2007 :  Falkirk FC (9 matchs en D1)
- 2007-2008 :  PFK Litex Lovetch (17 matchs, 1 but en D1)
- déc. 2008-2009 :  AC Ajaccio (13 matchs en D2)
- 2010-2011 :  FC Gueugnon (14 matchs en D3)
- 2011- :  FC Vaulx-en-Velin (en DH puis CFA2)
- 2014- :  AS ST Priest (CFA)[3]

## Palmarès
- Vainqueur de la Coupe Intertoto en 1997 avec l'Olympique lyonnais (titre partagé)
- Finaliste de la Coupe de France en 2002 avec le SC Bastia
- Champion de Division Honneur Rhône-Alpes en 2012 avec le FC Vaulx-en-Velin